# Écriture féminine
Écriture féminine (auf Deutsch auch weibliches Schreiben genannt) ist eine Strömung der feministischen Philosophie und ein Konzept aus der Literaturtheorie. Die Ideen, die unter écriture féminine zusammengefasst werden, stehen dem Poststrukturalismus und dem französischen dekonstruktivistischen Feminismus nahe und enthalten Elemente der Psychoanalyse. Am stärksten mit der écriture féminine identifiziert wird die französische Schriftstellerin und Theoretikerin Hélène Cixous, doch auch Luce Irigaray und Julia Kristeva werden regelmäßig als bekannte Vertreterinnen des weiblichen Schreibens genannt. Die wichtigsten Werke zur écriture féminine sind zwei 1975 erschienene Essays von Hélène Cixous: Le rire de la meduse (auf Deutsch Das Lachen der Medusa) und Sorties (mit Catherine Clément als Co-Autorin).

## Begriff
Das französische Wort écriture bedeutet „Schreiben“, „Schreibweise“ oder auch „Schrift“. Der Zusatz féminine wird in diesem Zusammenhang nicht als „feminin“, sondern als „weiblich“ übersetzt, allerdings wird unter „weiblich“ nicht zwingend ein physiologischer Umstand verstanden. Unter dem Begriff werden verschiedene und teilweise auch widersprüchliche Ideen aus der frankophonen Philosophie der 1970er-Jahre gebündelt. Die große Gemeinsamkeit der Variationen des Konzepts liegt in der Kritik von Ausgrenzenden, „(phallo-)logozentrischen“, also männlich-vernunftorientierten Denk- und Sprechweisen, die als elitärer Diskurs abgelehnt werden. Die écriture féminine schlägt alternative Schreibpraxen vor, die sich vom männlich geprägten Literaturkanon abwenden.
Eine Schwierigkeit in der Begriffsdefinition ergibt sich daraus, dass écriture féminine im deskriptiven Sinne Denkrichtungen der feministischen Philosophie bezeichnet und im präskriptiven Sinne konkrete Schreibhandlungen als Subversion patriarchaler Ordnungen vorschlägt. Die écriture féminine lässt sich also sowohl als Analyse als auch als Programm bzw. sowohl als Theorie als auch als Praxis begreifen. Eine weitere Definitionsschwierigkeit stellt die notorische Weigerung Cixous’ (und anderer, die der Strömung zugerechnet werden) dar, „weibliches Schreiben“ zu definieren. Es sei nach Cixous „[u]nmöglich eine weibliche Art des Schreibens zu definieren, das ist von einer Unmöglichkeit die weiterbestehen wird, denn man wird diese Schreibart nie theorisieren, umgrenzen, kodieren können, was nicht bedeutet, daß es sie nicht gibt.“ Viele Texte der écriture féminine – darunter auch Das Lachen der Medusa – enthalten also keine konkreten Definitionen des Konzepts, sondern sind vielmehr als Vorexerzieren dessen, also als Beispiele dafür zu verstehen, was weibliches Schreiben bedeuten könnte und wie es aussehen könnte. Heutzutage wird die écriture féminine als „Suchbewegung“ interpretiert, die ein Schreiben jenseits männlicher Herrschaftsstrukturen entfalten möchte. Die écriture féminine ist in ihrem Selbstverständnis politisch, transgressiv und geschlechterüberschreitend.

## Theoretischer Hintergrund
Die écriture féminine ist von strukturalistischer Sprachwissenschaft beeinflusst und baut auf Jacques Derridas Dekonstruktion, Sigmund Freuds Psychoanalyse und Jacques Lacans Überlegungen zum Symbolischen auf. Laut Ferdinand de Saussure bestehen sprachliche Zeichen aus arbiträr miteinander verbundenen Inhalten (Signifikaten) und Ausdrücken (Signifikanten). Derrida formulierte darauf aufbauend den Begriff der différance (ein Wortspiel aus dem französischen differer, „unterscheiden“ bzw. difference, „Unterschied“ oder „Differenz“). Die différance bezeichnet die generelle Uneindeutigkeit des sprachlichen Zeichens, den Abstand zwischen dem sprachlichen Zeichen und seinem Inhalt und die gleichzeitige An- und Abwesenheit von Bedeutung. Die Derrida’sche différance ist auch für die écriture féminine ein Schlüsselbegriff, da letztere Bedeutungsverschiebungen in der und durch die Geschlechtermatrix auslotet.
Nach Derrida konstruiert das logozentrische System des sogenannten abendländischen Denkens Bedeutung dadurch, dass binäre, hierarchisch geordneten Oppositionen (Mann/Frau, gut/böse, hell/dunkel) aufgestellt werden. Die écriture féminine versucht, diese Bedeutungspaare aufzudecken und aufzubrechen. Das Symbolische ist nach Lacan die Ordnung der Sprache und der Macht sowie des „Gesetzes des Vaters“ (Name-des-Vaters). Die écriture féminine untersucht die (sprachlichen) Handlungsoptionen der von dieser Ordnung beherrschten Subjekte, vor allem Frauen. Nachdem nach Lacan auch das Unbewusste wie eine Sprache strukturiert ist und somit „symbolisch überformt“, stellt sich die écriture féminine die Frage, inwiefern und mit welchen Mitteln ein Ausbruch oder eine Subversion überhaupt möglich ist. Des Weiteren soll das nach Freud unterdrückte weibliche Begehren im „weiblichen Schreiben“ freigesetzt werden können.

## Grundlagen nach Cixous

### Merkmale derécriture féminine
Laut Cixous tendieren „weibliche“ Texte zu einer Auflösung von Syntax und Grammatik. Weiters sind sie von Bewegung, Ausschweifung und Exzess gezeichnet. Sie sind grenzenlos beziehungsweise unabgeschlossen und enthalten Symbole und Archaisches. Die écriture féminine erlaubt Brüche, Sprünge, Assoziationen, und Querverbindungen. Weibliches Schreiben soll das Unbewusste entdecken, von Rändern der Gesellschaft und Kultur kommen, das „Andere“ und Ausgegrenzte ausdrücken, jenseits aller Autoritäten arbeiten und eine Poesie des Körpers sein. Das weibliche Schreiben ist nicht vom Sprechen zu trennen und hat Performance-Charakter; die Dichotomie zwischen Körper und Geist zeigt sich in der écriture féminine als unhaltbar. Gertrude Postl, Professorin für Philosophie und Gender Studies, fasst die Ästhetik der écriture féminine so zusammen: „Dieses Schreiben ist assoziativ, sprunghaft, nicht systematisch, es versucht, emotionale und körperbezogene Schattierungen zu erfassen, es ist gleichzeitig Autobiografie, Kommentar, feministisches Manifest, politischer Traktat, philosophischer Diskurs, Erzählung, Poesie und Gesang – ein schier undurchdringliches Gewebe von Gattungen und Stilen.“ Vor allem die Texte der brasilianischen Autorin Clarice Lispector nennt Cixous als besonders geeignete Veranschaulichungen ihrer Theorie, aber auch Ingeborg Bachmann, Marguerite Duras und Colette werden von Cixous beispielhaft erwähnt.

### Männliche und weibliche Ökonomie
Da laut Cixous Männer von der Freud’schen Kastrationsangst geprägt sind, sei ihr Schreiben gezeichnet von einem Versuch der Erhaltung, Eindämmung und Eingrenzung. Dies fasst Cixous unter dem Stichwort „männliche Ökonomie“ zusammen. Eine „weibliche Ökonomie“ hingegen sei eine der verschwenderischen Gabe und Verausgabung, des Überflusses uns Exzesses. Diese Merkmale leitet Cixous nach Freud aus der unterschiedlichen Libido von Männern und Frauen ab. Ähnlich wie Cixous plädiert auch Kristeva in Revolution der poetischen Sprache für ein Schreiben, das die symbolische Ordnung (bzw. das Gesetz des Vaters) unterläuft und verdrängte (weibliche) Triebhaftigkeit herauskehrt. Sowohl bei Cixous als auch bei Kristeva funktioniert der Ausbruch aus der Allumfassenden „männlichen Ökonomie“ in Geschichte und Sprache durch eine Rückkehr in die vorsprachliche und vorsymbolische Phase.

### Autorinnenschaft und „weiße Tinte“
Cixous und Irigaray verknüpfen Autorinnenschaft mit Mutterschaft, um die gängige Gleichsetzung von Männlichkeit und geistiger Position zu unterlaufen. Frauen schrieben laut Cixous mit der muttermilchgleichen „weißen Tinte“, was als ein Versuch der Aufwertung der weiblichen ästhetischen Praxis zu sehen ist. Männliche Autorschaft diene der Selbstvergewisserung als autonomes Subjekt und gehe mit einer Leugnung und Verdrängung des Ursprungs der eigenen Existenz einer, weshalb weibliches Schreiben als Gegenentwurf dazu eine Art „Selbstgeburt“ durch einen Text sein sollte. „Schreib! Schrift ist für dich, Du bist für Dich, Dein Körper ist Dein, nimm ihn“, meint Cixous in Das Lachen der Medusa.

### Der Körper und das Schreiben
Der Körper spielt in Cixous’ Ansätzen zur écriture féminine generell eine besondere Rolle. Der Körper und insbesondere die Stimme als Instrument ohne semantische Begrenzung ermöglicht das Eintreten des Nicht-Zeichenhaften und Vorsymbolischen, also all dessen, was sich der patriarchalen Ordnung entzieht, in die Literatur. Diese Ideen findet sich schon bei Michel Serres als „Fleisch“ und bei Roland Barthes als „Korn“ (Rauheit) der Stimme. Andrea Rinnert fasst Cixous’ Ansatz wie folgt zusammen: „Die Tätigkeit des Schreibens wird hier statt als Weg zu einem textuellen Endprodukt gefasst als unvermeidbare Körperfunktion und als unverzichtbare Möglichkeit, die eigene Lebendigkeit zu spüren.“ Für Cixous ist Schreiben ganz buchstäblich ein Verkörpern: Die Frau „‚spricht‘ nicht, sie wirft ihren bebenden Körper in die Luft, sie läßt sich gehen, sie fliegt, sie geht ganz und gar in ihre Stimme ein, mit ihrem Körper unterstreicht sie leben die ‚Logik‘ ihrer Rede; ihr Fleisch sagt die Wahrheit. [...] Tatsächlich materialisiert sie fleischlich was sie denkt, sie bedeutet es mit ihrem Körper. Auf gewisse Weiße schreibt sie ein, was sie sagt, weil sie dem Trieb sein undisziplinierbares und leidenschaftliches Teilhaben am Wort nicht abspricht.“ Das weibliche Autorinnen-Ich schreibe nicht lediglich über etwas, sondern versuche, die eigene Identität zu überwinden und dem Anderen bzw. dem Gegenstand der Literatur schreibend eine Existenz zu schenken, ihn selbst schreiben zu lassen.

### Männer und dieécriture féminine
Laut Cixous können prinzipiell auch Männer „weibliche Schrift“ produzieren, also eine phallozentrische Ordnungen subvertierenden Schreibe erzeugen. Die Praxis der écriture féminine sei somit nicht an ein Geschlecht gebunden beziehungsweise von Geschlecht oder Physiognomie bestimmt. Vielmehr arbeiten etwa Cixous und Irigaray mit den Begriffen „weiblich“ und „männlich“ sowie „Weiblichkeit“ und „Männlichkeit“ als historisch-kulturelle Kategorien. In Das Lachen der Medusa nennt Cixous konkret als Beispiele für männliche Autoren bzw. Texte männlicher Autoren, die ihrer Meinung nach auch der écriture féminine zuzuordnen seien, etwa James Joyce’ Ulysses und Jean Genets Pompes funébres (zu Deutsch Das Totenfest). Umgekehrt würde nicht jedes Schreiben von Frauen automatisch eine écriture féminine sein. Laut Cixous können Frauen selbst Teil der patriarchalen Ordnung sein, da sie zu ihren „eigenen Feindinnen“ und „Handlangerinnen (der) männlichen Schmutzarbeit“ gemacht werden. Tatsächlich kritisierte Cixous viele Autorinnen für ihr „phallisches“ Schreiben, vor allem Autorinnen des 19. Jahrhunderts, und damit etwa auch Virginia Woolf.

## Kritik
Insbesondere die literaturtheoretischen und schreibdidaktischen Überlegungen der écriture féminine wurden aufgrund ihrer widersprüchlichen Aussagen zum „Männlichen“ und „Weiblichen“ innerhalb der feministischen Bewegung und Philosophie kritisiert. Cixous distanziert sich explizit zwar immer von starren Geschlechter-Vorstellungen und Rollenbildern, beschwört diese jedoch implizit doch wieder herauf, etwa in ihren Ausführungen zum mütterlichen Aspekt der Autorinnenschaft. Weil Cixous’ Argumentation letztlich im Punkt des Verhältnisses zwischen „weiblicher Ökonomie“ und realer Frau uneindeutig bzw. widersprüchlich bleibt, wurde ihr entgegen ihrer erklärten Absicht Essentialismus vorgeworfen. Auch das als Gegensatz zu Freuds männlicher Libido entwickelte Konzept der weiblichen Libido bleibt trotz seiner zentralen Rolle innerhalb der écriture féminine unklar. Cixous’ Fokus auf den Körper wurde ihr zudem als Biologismus und als Idealisierung und Romantisierung des weiblichen Körpers ausgelegt. Auch die Konzentration auf die literarische und sprachliche Sphäre, das „Spiel mit Worten“ und das Fehlen konkreter politischer Handlungsaufforderungen zur Verbesserung der Situation von Frauen in der Gesellschaft wurden an der écriture féminine bemäkelt. Zudem stelle die écriture féminine Frauen mit dem Anspruch einer Textproduktion fern aller etablierter Ordnungen vor eine unmögliche Aufgabe, die das Risiko birgt, trotz allem als „phallische“ Autorinnen abgestempelt zu werden.

## Einfluss der écriture féminine
Sigrid Nieberle konstatiert der im Rahmen der dritten Welle des Feminismus zugunsten anderer Theorien in den Hintergrund gerückten bzw. von anderen Konzepten der Gender Studies abgelösten écriture féminine Errungenschaften im Rahmen der Literaturwissenschaft. Laut Nieberle lieferte die écriture féminine ein Instrumentarium zur Analyse postmoderner Literatur hinsichtlich ihrer Vielstimmigkeit, Polyperspektivität, Inter- und Metatextualität, Selbstreferenzialität und dem kritischen und kreativen Umgang mit traditionellen Gattungen sowie der Auflösung ihrer Schemata. Lena Lindhoff unterstreicht die Bemühungen der écriture féminine um „ein anderes Schreiben“ und „eine Ökonomie der Anerkennung und des Tausches“ anstatt der gewaltsamen Subjektwerdung durch die Unterdrückung des „Anderen“, schließt allerdings, dass ultimativ mehr Fragen aufgeworfen würden als Antworten zu geben vermag wird. Herta Nagl-Docekal erwähnt die Rolle der écriture féminine bei der Auslotung der Beziehung zwischen künstlerischem Schaffen und Weiblichkeit. Sie sieht dieses Projekt des französischen Feminismus einerseits als strategisch wichtig für die historische Entwicklung der feministischen Kunstbewegung und andererseits als wichtige Station auf dem Weg zu einer feministischen Ästhetik. Jutta Osinski schreibt zu Cixous: „Man muß die Texte als eine Mischung von Theorien und schöner Literatur wahrnehmen, weil sie sonst kaum lesbar sind“. Zeitgenössische feministische Theorie teilt diese Wahrnehmung und siedelt die écriture féminine irgendwo zwischen Literaturtheorie, Schreibdidaktik und Philosophie beziehungsweise überall gleichzeitig an. Diese teilweise ursprünglich gewollte Unschärfe steht durchaus im Sinne des subversiven und grenzüberschreitenden Charakters der écriture féminine.